# Obština Devňa
Obština Devňa (bulharsky Община Девня) je bulharská jednotka územní samosprávy ve Varenské oblasti. Leží ve východním Bulharsku. Sídlem obštiny je město Devňa, kromě něj zahrnuje obština 2 vesnice. Žije zde necelých 10 tisíc obyvatel.

## Sídla
Všechna sídla v obštině jsou samosprávná.
- Devňa[p 1] (sídlo správy)
- Kipra
- Padina

## Sousední obštiny
| Růžice kompasu | Vetrino   | Suvorovo      | Aksakovo | Růžice kompasu |
| Růžice kompasu | Provadija | Sever         |          | Růžice kompasu |
| Růžice kompasu | Provadija | Obština Devňa |          | Růžice kompasu |
| Růžice kompasu | Provadija | Jih           |          | Růžice kompasu |
| Růžice kompasu |           | Avren         | Beloslav | Růžice kompasu |

## Obyvatelstvo
K 15. březnu 2025 v obštině žilo 9 602 obyvatel a bylo zde trvale hlášeno 9 403 obyvatel. Podle sčítání 7. září 2021 bylo národnostní složení následující:
- Bulhaři: 5 765 (85.5 %)
- Turci: 440 (6.5 %)
- Romové: 426 (6.3 %)
- ostatní[p 3]: 108 (1.6 %)

V období 2011 až 2021 v obštině ubylo 327 obyvatel.